# Мелісса Розенберг
Мелісса Розенберг (англ. Melissa Rosenberg; нар. 28 серпня, 1962, Марін) — американська сценаристка. Працювала у фільмографії та телебаченні, виграла Премію Пібоді. Була номінована на дві Еммі та дві Премії Гільдії сценаристів Америки. Є членом Ради директорів Гільдії сценаристів Америки, і очолювала її страйк у 2007—2008 роках. Підтримує жінок-сценаристів через WGA Diversity Committee і є співзасновницею Ліги Жінок-Сценаристів Голівуду. 
Вона працювала на кількох телесеріалах між 1993 і 2003 роками, потім приєдналася до команди  сценаристів серіалу «Чужа сім'я», урешті-решт покидає шоу, щоб написати у 2006 фільм Крок уперед З 2006 по 2009 рік вона займала посаду головного сценариста серіалу «Декстер» телеканалу «Шоутайм», пішла в кінці четвертого сезону з посади виконавчого продюсера. Вона написала її другий спродюсований сценарій, екранізацію від Стефані Майєр роману «Сутінки» в 2007 році і з тих пір екранізувала і його три сіквели, «Молодий місяць», «Затемнення» і «Світанок».

## Дитинство та юність
Розенберг народилася у Марін Каунті, штат Каліфорнія. її батько, Джек  Розенберг, — психотерапевт і засновник інтегративної психотерапії тіла. Її мати Патриція Розенберг — адвокатка. Вона була другою з чотирьох дітей батька від першого шлюбу. Батько Розенберг був євреєм, а мати походила з роду ірландських католиків.
У дитинстві Розенберг любила представляти п'єси, у які залучала сусідських дітей. Пізніше вона переїхала в Нью-Йорк, щоб приєднатися до невеликої театральної компанії перш ніж перейти знову в Беннінгтон, Вермонт до Беннингтонського коледжу. Спочатку прагнула працювати в галузі хореографії. Вона каже, що почала занадто пізно, тому і переїхала в Лос-Анджелес, Каліфорнія, щоб продовжити кар'єру в кінематографі замість цього. Закінчила  програму Пітера Старка у Університеті Південної Каліфорнії зі ступенем магістра у теле- і фільмо продюсерстві.

## Кар'єра
Першим проєктом Мелісси був танцювальний фільм на замовлення «Парамаунт пікчерз», який в кінцевому рахунку так і не був зроблений. Потім вона починає писати на телебачення. Спочатку вона писала для серіалу «Випуск '96» в 1993 році, і далі працювала на шоу, включаючи Доктор Куїнн, жінка лікар (1995—1996), «Темні небеса» (1996), «Чудова сімка» (1998), «Еллі Макбіл» (2001) і «Хижі птахи» (2002), перш ніж вона приєдналася до команди творців Чужа сім'я в 2003 році. Залишивши серіал після закінчення його першого сезону, вона була найнята, щоб написати свій другий сценарій, в 2006 танцювального фільму «Крок уперед». (згодом вона їй запропонували писати сіквел, «Крок уперед 2: Вулиці», але вона відмовилася від цієї пропозиції, так як  була зайнята іншими проєктами.)
Розенберг продовжувала писати для телесеріалів: «Любов мавпа» (2006) і «Декстер» (2006—2010).Мелісса спочатку працювала консультантом продюсера і сценаристом на перший сезон. Вона та інші сценаристи «Декстера» були номіновані на нагороду Гільдії сценаристів Америки за найкращий драматичний серіал у лютому 2008 р.  за їх роботу над першим сезоном. Вона отримала штатної посади в якості співвиконавчого продюсера і сценариста другого сезону в 2007 році і продовжила вже третій сезон у цій ролі у 2008 році. Персонал сценаристів був знову номінований на нагороду Гільдії сценаристів Америки в лютому 2009 року  за їх роботу над третім сезоном. У складі старшого виробничого колективу, в номінації «Видатний драматичний серіал», Розенберг була номінована на 60-й прайм-тайм премії «Еммі». Вона була призначена виконавчим продюсером четвертого сезону в 2009 році і продовжувала писати серії. Меліссу номінували на премію РДА третій раз поспіль у лютому 2010 року за її роботу у четвертому сезоні Декстера.

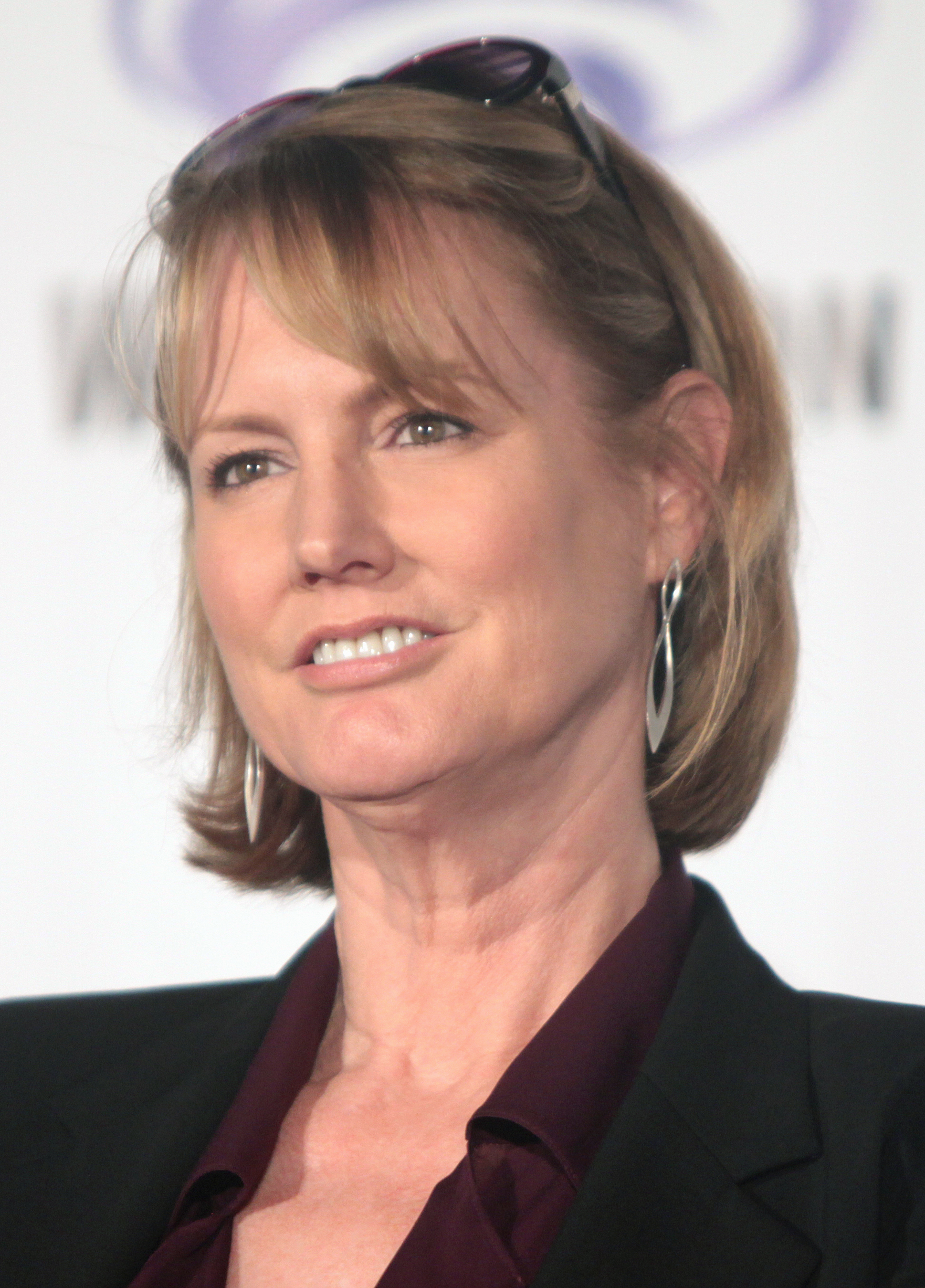
Розенберг в 2016 на wondercon в Лос-Анджелесі, штат Каліфорнія.

Саміт, виробнича компанія, яка підготувала «Крок уперед», запропонувала Розенберг  екранізувати популярний роман Стефані Майєр «Сутінки» в однойменному фільмі. ЇЇ головним натхненням для адаптації була «Горбата Гора», яку вона описала як «величний приклад» забороненої любов поруч із «Ромео і Джульєтта», і вважала, що екранізація новели була «гарною». У «маніфесті» Майєр виклала все те, що повинно бути включено або не може бути змінено в екранізації. Розенберг написала докладний 25-сторінковий начерк в серпні 2007 року, очіекуючи, що вона буде мати ще два місяці, щоб написати реальний сценарій, але в неї було тільки п'ять тижнів, щоб закінчити сценарій до початку  страйку 2007—2008 Гільдії письменників Америки. після виходу «Сутінків», її найняли Summit Entertainment для екранізації сіквелів «Молодий місяць» і «Затемнення»,  другої і третьої серії книг, відповідно, і вона вже приступила до розробки сценарію до листопада 2008 року.
У липні 2010 року, Розенберг залишила роль сценариста і виконавчого продюсера «Декстера». Вона була найнята, щоб адаптувати роман з Сутінкової серії, Світанок, який буде розділено на два фільми, але вона сказала: «я можу зробити одні «Сутінків» і «Декстер», але я не зможу зробити два». Розенберг шкодує про відхід з серіалу і називає його своїм улюбленим телевізійним досвідом. Нещодавно вона підписала контракт на написання сценарію для відновлення франшизи фільму Горець з режисером Форсажу Джастіном Ліном.
Розенберг була в Раді директорів гільдії сценаристів Америки протягом п'яти років, перш ніж відійти, тому що «ви можете  дуже, дуже захопитися». Проте, вона була дуже активною у протесті 2007—2008 Гільдії письменників Америки, стоявши на «лінії фронту» як капітан. На даний час вона бере участь у  Комітеті підтримки жінок-сценаристів РДА, але активніша у Лізі голлівудських жінок-сценаристів, яку вона і кілька інших жінок створили під час страйку, спрямованого на боротьбу з «чоловічим менталітетом» в телевізійних сценаріях.
Починаючи з 2010 року, Розенберг розробляла серіал Джессіка Джонс на каналі ABC, який буде базований на серії коміксів «Псевдонім» Брайана Майкла Бендиса. Однак, у 2012 році було оголошено, що АВС не зніматиме цей серіал. У жовтні 2013 року, за підсумками угоди, укладеної Нетфлікс і Марвел, серіал  відродився у складі чотирьох серій і одного міні-серіалу, в якому Розенберг буде шоуранером У грудні 2014 року, вони зняли Krysten Ріттер  як Джонс і відкрили офіційну назву серіалу «Марвел ака Джессіка Джонс». У червні 2015 року, студія Marvel скоротила назву до «Марвел Джессіка Джонс».

## Фільмографія

### Фільми
| Рік  | Назва                                     | Роль                       | Примітки        |
| 2006 | Step Up                                   | Writer                     |                 |
| 2008 | Alyx                                      | Writer; executive producer | Television film |
| 2008 | Twilight                                  | Writer                     |                 |
| 2009 | The Twilight Saga: New Moon               | Writer                     |                 |
| 2010 | The Twilight Saga: Eclipse                | Writer                     |                 |
| 2011 | The Twilight Saga: Breaking Dawn — Part 1 | Writer                     |                 |
| 2012 | The Twilight Saga: Breaking Dawn — Part 2 | Writer                     |                 |

### Телебачення
| Year(s)   | Title                            | Credit                                          | Note(s)                                                              |
| 1993      | Class of '96                     | Writer; story editor                            | Episodes: «Midterm Madness», «The Adventures of Pat's Man and Robin» |
| 1994      | Party of Five                    | Writer; supervising producer                    |                                                                      |
| 1995–1996 | Dr. Quinn, Medicine Woman        | Writer                                          | Episodes: «One Touch of Nature», «If You Love Someone…», «Reunion»   |
| 1996      | The Outer Limits                 | Writer                                          | Episode: «The Sentence»                                              |
| 1996      | Dark Skies                       | Writer; story editor                            |                                                                      |
| 1996–1997 | Hercules: The Legendary Journeys | Writer                                          | Episodes: «Mummy Dearest», «Beanstalks and Bad Eggs»                 |
| 1998      | The Magnificent Seven            | Writer; co-producer                             | Episodes: «Working Girls», «Witness»                                 |
| 2000      | Boston Public                    | Consulting producer                             | Episode: «Chapter Two»                                               |
| 2001      | Ally McBeal                      | Writer                                          | Episode: «Hats Off to Larry»                                         |
| 2001      | The Agency                       | Writer; consulting producer                     |                                                                      |
| 2002      | Birds of Prey                    | Writer; consulting producer                     | Episodes: «Slick», «Sins of the Mother», «Nature of the Beast»       |
| 2003–2004 | The O.C.                         | Writer; co-executive producer                   | Episodes: «The Outsider», «The Rescue», «The Third Wheel»            |
| 2006      | Love Monkey                      | Writer; co-executive producer                   | Episodes: «Confidence», «Coming Out»                                 |
| 2006–2009 | Dexter                           | Writer; executive producer                      | 8 episodes; one Emmy Award nomination; two WGA Award nominations     |
| 2013      | Red Widow                        | Creator; writer; executive producer             | Episodes: «Pilot», «The Contact»                                     |
| 2015      | Jessica Jones                    | Creator; showrunner; executive producer; writer |                                                                      |